# Giacomo Orefice
Giacomo Orefice (Vicenza, 27 de agosto de 1865-Milán, 22 de diciembre de 1922) fue un pianista y compositor italiano. 

## Biografía
Estudió en el Conservatorio Giovanni Battista Martini de Bolonia, donde fue alumno de Luigi Mancinelli. Fue autor de algunas óperas de estilo verista, como Chopin (1901) e Il Mosè (1905). Desde entonces se dedicó sobre todo a la enseñanza, en el Conservatorio Giuseppe Verdi de Milán. Entre sus discípulos se encuentran: Nino Rota, Victor de Sabata y Michelangelo Abbado. Fue un estudioso de la obra de Claudio Monteverdi y Jean-Philippe Rameau.

## Obras
Óperas
- L'oasi (1885)
- Mariska (1889)
- Consuelo (1895)
- Il gladiatore (1898)
- Chopin (1901)
- Cecilia (1902)
- Mosè (1905)
- Pane altrui (1907)
- Radda (1912)
- Il castello del sogno (no estrenada)

Ballets
- La Soubrette (1907)

Música sinfónica
- Sinfonía in Re menor
- Sinfonía del bosque
- Anacreontiche

Conciertos
- Concierto para violonchelo

Música de cámara
- Riflessioni ed ombre
- Trío
- dos sonatas para violín
- una sonata para violonchelo

Obras para piano
- Preludi del mare
- Quadri di Böcklin
- Crespuscoli
- Miraggi